# Aso Rock Presidential Villa
Aso Rock Presidential Villa ou Aso Villa est le lieu de travail et la résidence officielle du président du Nigeria depuis 1992, lorsque le Nigeria a transféré sa capitale de Lagos à Abuja. L’Aso Rock Villa se trouve au croissant Yakubu Gowon, dans le district Three Arms Zone (en). Différents noms sont utilisés pour désigner l'Aso Villa, notamment State House, The Rock et The Villa. Il s’agit du « lieu le plus protégé parmi les résidences officielles des chefs d’État en Afrique »,.

## Histoire
La résidence Aso Villa a été achevée en 1991, l’année même où la junte militaire d’Ibrahim Babangida a déplacé la capitale nationale de Lagos à Abuja. Le terrain de l’Aso Villa englobe le monolithe de 400 mètres du mont Aso (en), situé dans la zone des trois bras de la métropole d’Abuja. En 1976, le gouvernement militaire de Murtala Muhammed a pris la décision de déplacer la capitale fédérale de Lagos et établit une commission, sous la direction du ministre Akinola Aguda (en), qui a recommandé la création d’un territoire pour la nouvelle capitale fédérale au centre du pays. La proclamation à cet effet est entrée en vigueur le 3 février 1976.